# Volta a Cataluña 1988
La Volta a Cataluña 1988 fue 68.ª edición de la Volta a Cataluña. Se disputó en 6 etapas del 2 al 7 de septiembre de 1988 con un total de 998,4 km. El vencedor final fue el navarro Miguel Induráin del equipo Reynolds por ante Laudelino Cubino del BH, y de Marino Lejarreta del Caja Rural.
La Federación Internacional de ciclismo profesional (FICP) obligó a reducir el número de ocho a seis días de competición. La tercera y la sexta etapa estaban divididas en dos sectores. Los tiempos de la contrarreloj por equipos no sumaban sino que se aplicaban las bonificaciones.
Miguel Induráin ganaba la primera de sus tres "Voltas". El triunfo final fue muy ajustado con solo 8 segundos de diferencia.

## Etapas
| Etapa | Fecha           | Ciudades de etapa                         | km    | Vencedor de la etapa  | Líder de la general |
| ----- | --------------- | ----------------------------------------- | ----- | --------------------- | ------------------- |
| 1.ª   | 2 de septiembre | Salou – Salou                             | 156,8 | Mathieu Hermans       | Mathieu Hermans     |
| 2.ª   | 3 de septiembre | La Pineda – San Juan Despí                | 191,8 | Alfonso Gutiérrez     | Alfonso Gutiérrez   |
| 3ª A  | 4 de septiembre | Hospitalet de Llobregat – Barcelona (CRE) | 16,8  | Del Tongo-Colnago     | Franco Ballerini    |
| 3ª B  | 4 de septiembre | Barcelona – Playa de Aro                  | 111,6 | Czesław Lang          | Franco Ballerini    |
| 4.ª   | 5 de septiembre | Playa de Aro - Manresa                    | 175,5 | Miguel Ángel Iglesias | Franco Ballerini    |
| 5.ª   | 6 de septiembre | Bagá - Super Espot                        | 187,8 | Arsenio González      | Laudelino Cubino    |
| 6ª A  | 7 de septiembre | Tremp – Tremp (CRI)                       | 28,7  | Miguel Induráin       | Miguel Induráin     |
| 6ª B  | 7 de septiembre | Tremp – Lérida                            | 128,4 | Jacques Hanegraaf     | Miguel Induráin     |

### 1ª etapa[1]
02-09-1988: Salou – Salou, 158,8 km.:
|   | Ciclista               | Equipo     | Tiempo     |
| - | ---------------------- | ---------- | ---------- |
| 1 | Mathieu Hermans        | Caja Rural | 3h 52' 49" |
| 2 | Alfonso Gutiérrez      | Teka       | m. t.      |
| 3 | Manuel Jorge Domínguez | BH         | m. t.      |

|   | Ciclista               | Equipo     | Tiempo     |
| - | ---------------------- | ---------- | ---------- |
| 1 | Mathieu Hermans        | Caja Rural | 3h 52' 49" |
| 2 | Alfonso Gutiérrez      | Teka       | m. t.      |
| 3 | Manuel Jorge Domínguez | BH         | m. t.      |

### 2ª etapa[2]
03-09-1988: La Pineda – Sant Joan Despí, 191,8 km.:
|   | Ciclista              | Equipo    | Tiempo     |
| - | --------------------- | --------- | ---------- |
| 1 | Alfonso Gutiérrez     | Teka      | 4h 55' 01" |
| 2 | Casimiro Moreda       | CLAS      | m. t.      |
| 3 | Miguel Ángel Iglesias | Helios-CR | m. t.      |

|   | Ciclista              | Equipo    | Tiempo     |
| - | --------------------- | --------- | ---------- |
| 1 | Alfonso Gutiérrez     | Teka      | 8h 47' 50" |
| 2 | Miguel Ángel Iglesias | Helios-CR | m. t.      |
| 3 | Casimiro Moreda       | CLAS      | m. t.      |

### 3ª etapa[3]
04-09-1988: Hospitalet de Llobregat – Barcelona, 16,8 km. (CRE):
| Resultado de la 3a etapa A \| \| Equipo \| Tiempo \| \| - \| ----------------- \| ------- \| \| 1 \| Del Tongo-Colnago \| 19' 40" \| \| 2 \| BH \| + 04" \| \| 3 \| Panasonic-Isostar \| + 09" \| |                   |         |
| | Equipo            | Tiempo  |
| 1 | Del Tongo-Colnago | 19' 40" |
| 2 | BH                | + 04"   |
| 3 | Panasonic-Isostar | + 09"   |

### 3ª etapa B
04-09-1988: Barcelona – Playa de Aro, 111,6 km. :
|   | Ciclista         | Equipo             | Tiempo     |
| - | ---------------- | ------------------ | ---------- |
| 1 | Czesław Lang     | Del Tongo-Colnago  | 2h 31' 19" |
| 2 | Michael Wilson   | Weinmann-La Suisse | + 03"      |
| 3 | Eric Van Lancker | Panasonic-Isostar  | m. t.      |

|   | Ciclista         | Equipo            | Tiempo      |
| - | ---------------- | ----------------- | ----------- |
| 1 | Franco Ballerini | Del Tongo-Colnago | 11h 18' 29" |
| 2 | Luca Rota        | Del Tongo-Colnago | m. t.       |
| 3 | Eric Van Lancker | Panasonic-Isostar | + 01"       |

### 4ª etapa[4]
5-09-1988: Playa de Aro - Manresa, 175,5 km.:
|   | Ciclista              | Equipo    | Tiempo     |
| - | --------------------- | --------- | ---------- |
| 1 | Miguel Ángel Iglesias | Helios-CR | 4h 44' 26" |
| 2 | Miguel Induráin       | Reynolds  | + 01"      |
| 3 | José Recio            | Kelme     | m. t.      |

|   | Ciclista         | Equipo            | Tiempo      |
| - | ---------------- | ----------------- | ----------- |
| 1 | Franco Ballerini | Del Tongo-Colnago | 16h 03' 07" |
| 2 | Luca Rota        | Del Tongo-Colnago | m. t.       |
| 3 | Eric Van Lancker | Panasonic-Isostar | + 01"       |

### 5.ª etapa[5]
6-09-1988: Bagá - Super Espot, 187,8 km. :
|   | Ciclista         | Equipo     | Tiempo     |
| - | ---------------- | ---------- | ---------- |
| 1 | Arsenio González | Teka       | 5h 11' 47" |
| 2 | Laudelino Cubino | BH         | + 7' 27"   |
| 3 | Marino Lejarreta | Caja Rural | + 7' 46"   |

|   | Ciclista         | Equipo   | Tiempo      |
| - | ---------------- | -------- | ----------- |
| 1 | Laudelino Cubino | BH       | 21h 22' 24" |
| 2 | Miguel Induráin  | Reynolds | + 17"       |
| 3 | Álvaro Pino      | BH       | + 19"       |

### 6ª etapa[6]
7-09-1988: Tremp – Tremp, 29,7 km. (CRI):
| Resultado de la 6ª etapa A \| \| Ciclista \| Equipo \| Tiempo \| \| - \| ---------------- \| ---------- \| ------- \| \| 1 \| Miguel Induráin \| Reynolds \| 40' 59" \| \| 2 \| Laudelino Cubino \| BH \| + 25" \| \| 3 \| Marino Lejarreta \| Caja Rural \| + 27" \| |                  |            |         |
| | Ciclista         | Equipo     | Tiempo  |
| 1 | Miguel Induráin  | Reynolds   | 40' 59" |
| 2 | Laudelino Cubino | BH         | + 25"   |
| 3 | Marino Lejarreta | Caja Rural | + 27"   |

### 6ª etapa B
7-09-1988: Tremp – Lérida, 128,4 km.:
|   | Ciclista          | Equipo       | Tiempo     |
| - | ----------------- | ------------ | ---------- |
| 1 | Jacques Hanegraaf | Toshiba-Look | 3h 25' 31" |
| 2 | Alfonso Gutiérrez | Teka         | + 03"      |
| 3 | Casimiro Moreda   | CLAS         | m. t.      |

|   | Ciclista         | Equipo     | Tiempo      |
| - | ---------------- | ---------- | ----------- |
| 1 | Miguel Induráin  | Reynolds   | 25h 29' 14" |
| 2 | Laudelino Cubino | BH         | + 08"       |
| 3 | Marino Lejarreta | Caja Rural | + 44"       |

## Clasificación General
|    | Ciclista            | Equipo            | Tiempo      |
| -- | ------------------- | ----------------- | ----------- |
|    | Miguel Indurain     | Reynolds          | 25h 29' 14" |
| 2  | Laudelino Cubino    | BH                | + 08"       |
| 3  | Marino Lejarreta    | Caja Rural        | + 44"       |
| 4  | Álvaro Pino         | BH                | + 51"       |
| 5  | Peio Ruiz Cabestany | Chateau de Ax     | + 2' 18"    |
| 6  | Eric Van Lancker    | Panasonic-Isostar | + 2' 48"    |
| 7  | Enrique Aja         | Teka              | + 2' 51"    |
| 8  | Robert Millar       | Fagor             | + 3' 10"    |
| 9  | Luca Rota           | Del Tongo-Colnago | + 3' 18"    |
| 10 | Edgar Corredor      | Café de Colombia  | + 3' 29"    |

## Clasificaciones secundarias
|   | Ciclista             | Equipo           | Puntos    |
| - | -------------------- | ---------------- | --------- |
| 1 | Arsenio González     | Teka             | 39 puntos |
| 2 | Iñaki Gastón         | Kelme            | 33 puntos |
| 3 | Juan Carlos Castillo | Café de Colombia | 21 puntos |

|   | Ciclista            | Equipo            | Puntos    |
| - | ------------------- | ----------------- | --------- |
| 1 | Louis de Koning     | Panasonic-Isostar | 16 puntos |
| 2 | Johannes Draaijer   | PDM               | 8 puntos  |
| 3 | Pablo Moreno        | Seur-Campagnolo   | 7 puntos  |
| 3 | Juan Carlos Arribas | BH                | 7 puntos  |

|   | Ciclista              | Equipo    | Puntos    |
| - | --------------------- | --------- | --------- |
| 1 | Alfonso Gutiérrez     | Teka      | 85 puntos |
| 2 | Miguel Induráin       | Reynolds  | 66 puntos |
| 3 | Miguel Ángel Iglesias | Helios-CR | 63 puntos |

|   | Equipo   | Nacionalidad | Tiempo      |
| - | -------- | ------------ | ----------- |
| 1 | Reynolds | España       | 77h 34' 57" |
| 2 | Teka     | España       | + 3' 15"    |
| 3 | BH       | España       | + 3' 17"    |